# Фриско (Колорадо)
Фриско (англ. Frisco) — місто (англ. town) в США, в окрузі Самміт штату Колорадо. Населення — 2913 особи (2020).

## Географія
Фриско розташоване за координатами 39°34′43″ пн. ш. 106°5′28″ зх. д. / 39.57861° пн. ш. 106.09111° зх. д. (39.578590, -106.091118).  За даними Бюро перепису населення США в 2010 році місто мало площу 4,63 км², з яких 4,36 км² — суходіл та 0,26 км² — водойми.

### Клімат
Місто знаходиться у зоні, котра характеризується континентальним субарктичним кліматом. Найтепліший місяць — липень із середньою температурою 11 °C (51.8 °F). Найхолодніший місяць — січень, із середньою температурою -10.3 °С (13.4 °F).
| Клімат Фриско           | Клімат Фриско | Клімат Фриско | Клімат Фриско | Клімат Фриско | Клімат Фриско | Клімат Фриско | Клімат Фриско | Клімат Фриско | Клімат Фриско | Клімат Фриско | Клімат Фриско | Клімат Фриско | Клімат Фриско |
| Показник                | Січ.          | Лют.          | Бер.          | Квіт.         | Трав.         | Черв.         | Лип.          | Серп.         | Вер.          | Жовт.         | Лист.         | Груд.         | Рік           |
| Абсолютний максимум, °C | 10            | 11,7          | 13,9          | 15            | 21,7          | 25,6          | 29,4          | 28,9          | 27,8          | 22,8          | 15,6          | 11,1          | 29,4          |
| Середній максимум, °C   | −4            | −2,8          | −0,1          | 3,6           | 8,6           | 14,7          | 18,2          | 16,9          | 13,4          | 7,4           | 0,4           | −3,6          | 6,1           |
| Середня температура, °C | −10,3         | −9,6          | −6,9          | −3,2          | 2,2           | 7,7           | 11            | 10            | 6,5           | 0,8           | −5,9          | −9,8          | −0,6          |
| Середній мінімум, °C    | −16,7         | −16,3         | −13,9         | −10,1         | −4,3          | 0,7           | 3,8           | 3,2           | −0,4          | −5,9          | −12,2         | −16           | −7,3          |
| Абсолютний мінімум, °C  | −36,1         | −33,3         | −31,1         | −28,9         | −23,3         | −12,2         | −11,1         | −7,8          | −14,4         | −22,8         | −32,8         | −36,1         | −36,1         |
| Норма опадів, мм        | 59            | 53            | 63            | 67            | 52            | 34            | 59            | 60            | 40            | 37            | 48            | 56            | 628           |
| Днів з опадами          | 16            | 14            | 16            | 14            | 11            | 8             | 13            | 15            | 10            | 9             | 12            | 14            | 152           |
| Днів зі снігом          | 14,9          | 14,1          | 15            | 13            | 7,9           | 2             | 0,1           | 0,1           | 2,4           | 8,1           | 12,3          | 14,5          | 104,4         |
| ----------------------- | ------------- | ------------- | ------------- | ------------- | ------------- | ------------- | ------------- | ------------- | ------------- | ------------- | ------------- | ------------- | ------------- |
| Джерело: Weatherbase    |               |               |               |               |               |               |               |               |               |               |               |               |               |

## Демографія
Згідно з переписом 2010 року, у місті мешкали 2683 особи в 1298 домогосподарствах у складі 645 родин. Густота населення становила 580 осіб/км².  Було 3117 помешкань (673/км²).
Расовий склад населення:
| - 94,2 % — білих - 1,3 % — азіатів - 0,4 % — чорних або афроамериканців - 0,3 % — корінних американців - 0,1 % — вихідців з тихоокеанських островів - 2,2 % — осіб інших рас |

До двох чи більше рас належало 1,5 %. Частка іспаномовних становила 5,2 % від усіх жителів.
За віковим діапазоном населення розподілялося таким чином: 12,7 % — особи молодші 18 років, 75,6 % — особи у віці 18—64 років, 11,7 % — особи у віці 65 років та старші. Медіана віку мешканця становила 39,8 року. На 100 осіб жіночої статі у місті припадало 126,8 чоловіків;  на 100 жінок у віці від 18 років та старших — 124,1 чоловіків також старших 18 років.
Середній дохід на одне домашнє господарство  становив 81 242 долари США (медіана — 70 893), а середній дохід на одну сім'ю — 80 948 доларів (медіана — 74 583). Медіана доходів становила 42 244 долари для чоловіків та 38 897 доларів для жінок. За межею бідності перебувало 9,6 % осіб, у тому числі 0,0 % дітей у віці до 18 років та 0,0 % осіб у віці 65 років та старших.
Цивільне працевлаштоване населення становило 1943 особи. Основні галузі зайнятості: мистецтво, розваги та відпочинок — 24,7 %, роздрібна торгівля — 18,9 %, будівництво — 15,2 %, освіта, охорона здоров'я та соціальна допомога — 12,2 %.